# 오오스기 렌
오오스기 렌(일본어: 大杉 漣, 1951년 9월 27일 ~ 2018년 2월 21일)는 일본의 배우이다. 도쿠시마현(徳島県) 고마쓰시마시(小松島市) 출신이며, 소속사는 작코이다.

## 출연 작품

### 영화

#### 1990년대
- 1993년
  - 《소나티네》
  - 《고교교사》
- 1995년
  - 《모두 하고 있습니까?》
  - 《마크스의 산》
- 1996년
  - 《쉘 위 댄스》
  - 《키즈 리턴》
- 1997년
  - 《패러사이트 이브》
  - 《깡패 수업》
  - 《포스트맨 블루스》
- 1997년
  - 《하나비》
  - 《힘내서 갑시다》
  - 《춤추는 대수사선 THE MOVIE》
  - 《낙하하는 저녁》
- 1999년
  - 《비밀》
  - 《오디션》 - 시마다 역

#### 2000년대
- 2000년
  - 《소용돌이》
  - 《스페이스 트래블러》
  - 《가면학원》
  - 《기묘한 이야기 영화 특별편》 설산
  - 《순애보》 (한일합작영화)
- 2001년
  - 《GO》
- 2002년
  - 《화장사》
  - 《인간 실격》
  - 《돌스》
  - 《황혼의 사무라이》 - 고다 도요타로 역
  - 《드라이브》 - 니시 고로 역
  - 《롱 러브레터》 - 미사키 시게오 역
  - 《우츠츠》
  - 《사부》
  - 《모닝구무스메 신춘! LOVE 스토리즈》 - segment 이즈의 무희 역
- 2003년
  - 《13계단》
  - 《록커즈》
- 2004년
  - 《붉은 달》
  - 《제브라맨》
  - 《레이디 조커》
  - 《닌자 핫토리군 더 무비》
- 2005년
  - 《전차남》
  - 《용의자 무로이 신지》
- 2006년
  - 《악몽탐정》
  - 《엑스테》
  - 《디어 프렌즈》
  - 《마이보스 마이히어로》
- 2007년
  - 《언페어 더 무비》
  - 《감독 만세!》
- 2008년
  - 《츠키지 어시장 3대손》
  - 《아킬레스와 거북이》
  - 《환상의 야마다이국》
  - 《플라잉 래빗츠》
  - 《P짱은 내 친구》
  - 《벚꽃 동산》
  - 《휴가》
  - 《쓰르라미 울 적에:맹세》
- 2009년
  - 《여명 1개월의 신부》
  - 《루키즈: 졸업》
  - 《극장판 가면라이더 디케이드: 올라이더 대 대쇼커》
  - 《수호천사》
  - 《오! 마이 붓다》
  - 《지지 않는 태양》

#### 2010년대
- 2010년
  - 《교섭인 더 무비》
  - 《러닝 온 엠프티》
  - 《번개나무》
  - 《오빠의 불꽃놀이》
  - 《나나세 다시 한 번 더 무비》
- 2011년
  - 《나와 아내의 1778가지 이야기》
  - 《진 왈츠》
  - 《츠가루 백년 식당》
  - 《한큐전차: 편도 15분의 기적》
  - 《한 장의 엽서》
  - 《츠레가 우울증에 걸려서》
  - 《스머글러》
  - 《쉐어 하우스》
- 2012년
  - 《백자의 사람: 조선의 흙이 되다》
  - 《웰컴홈하야부사》
  - 《춤추는 대수사선더 파이널》
  - 《내일 이어지는 사랑》
  - 《Fly!-평범한 기적》
  - 《비밀의 아코짱》
- 2013년
  - 《묻지마 사랑》
  - 《100번 울기》
  - 《시작의 길》
  - 《몬스터》
  - 《세키 세키 렌렌》
  - 《두더지의 노래: 잠입탐정 레이지》
- 2014년
  - 《SM작가》
  - 《사쿠라사쿠》
  - 《세인트 세이야:레전드 오브 생추얼리》
  - 《해피 해피 와이너리》
- 2015년
  - 《대호》
  - 《천공의 차스케》
  - 《마더스 트리》
  - 《레인트리의 나라》
  - 《카구라메》
  - 《금붕어, 여자》
- 2016년
  - 《환상의 빛》
  - 《U-31》
- 2017년
  - 《신 고질라》
  - 《내 아내와 결혼해주세요》
  - 《굿바이 엘레지》
  - 《아웃레이지 파이널》

### 드라마

#### 1990년대
- 1993년
  - 《스캔들》
  - 《한 지붕 아래》
- 1999년
  - 《프리즌 호텔》
  - 《팀》

#### 2000년대
- 2000년
  - 《태양은 지지 않는다》
  - 《프렌즈》
  - 《한여름의 메리크리스마스》
- 2001년
  - 《카바치타레!》
  - 《여자 아나운서》
  - 《신 별의 금화》
- 2002년
  - 《롱 러브레터~표류교실~》
  - 《만점》
  - 《잠들지 못하는 밤을 안고》
  - 《런치의 여왕》
- 2003년
  - 《내가 사는 길》
  - 《파트너 2》
  - 《쿠니미츠의 정》
  - 《비기너》
  - 《니코니코 일기》
- 2004년
  - 《나와 그녀와 그녀가 사는 길》
  - 《전지가 다할 때까지》
  - 《인간의 증명》
- 2005년
  - 《요시츠네》
  - 《기분이 않좋은 진》
  - 《모두 옛날에는 아이였다》
  - 《힘내서 갑시다》
  - 《별에게 소원을》
  - 《오오쿠: 화의 란》
- 2006년
  - 《신은 주사위를 던지지 않는다》
  - 《사랑과 죽음을 응시하며》
  - 《마이보스 마이히어로》
  - 《내가 걷는 길》
- 2007년
  - 《하게타카》
  - 《돌아온 시효경찰》
  - 《호텔리어》
  - 《날개가 부러진 천사들》
  - 《소에게 소원을》
  - 《기쿠지로와 사키》
- 2008년
  - 《교섭인》
  - 《에디슨의 어머니》
  - 《호카벤》
  - 《하치원 다이버》
  - 《루키즈》
  - 《소아구명》
- 2009년
  - 《트라이앵글》
  - 《아무도 지켜주지 않아》
  - 《임장》
  - 《임협 헬퍼》
  - 《언덕 위의 구름》

#### 2010년대
- 2010년
  - 《수증기 스나이퍼 정월 SP》
  - 《엽기인걸 스나코》
  - 《퍼펙트 블루》
  - 연속 TV 소설 《게게게의 여보》
  - 《트러블 맨》
  - 《벼랑 끝의 에리》
  - 《조커: 용서받지 못할 수사관》
  - 《99년의 사랑》
- 2011년
  - 《유류수사 시즌1》
  - 《태어나다》
  - 《IS: 남자도 여자도 아닌 성》
  - 《모래그릇》
  - 《나의 하늘: 형사편》
  - 《스쿨!!》
- 2012년
  - 《헝그리!》
  - 《유류수사 시즌2》
  - 《마그마》
  - 《교토지검의 여자8》
- 2013년
  - 《카엔 북의 영웅 아테루이전》
  - 《올림픽의 몸값~1964년 여름~》
  - 《미에리노 카시와기》
  - 《교토지검의 여자9》
  - 《화이트랩~경시청특별과학수사반~》
- 2014년
  - 《하나사키 마이가 잠자코 있지 않아1》
  - 《얼간이 시즌1》
  - 《아버지의 등》
  - 《아랑-GARO—마계의 꽃》
  - 《밤의 선생님》
  - 《다크 슈트》
  - 《긴급 취조실》
- 2015년
  - 《하나사키 마이가 잠자코 있지 않아2》
  - 《쩐의 전쟁》
  - 《얼간이 시즌2》
  - 《사이렌 형사×그녀×완전 악녀》
  - 《결혼활동 형사》
- 2016년
  - 《경시청제로계 생활안정과 뭐든지 상담실》
  - 《저승사자입니다》
  - 《지지 않는 태양》
  - 《렌탈 구세주》
  - 《파트너 시즌15》
- 2017년
  - 《거짓말의 전쟁》
  - 《바이플레이어즈》
  - 《파이널판타지 XIV 빛의 아버지》
  - 《긴급취조실 시즌2》
  - 《블랭킷 캣》
  - 《이지카야 후지》
  - 《경시청제로계 생활안정과 뭐든지 상담실 시즌2》
  - 《에조 산책하는 침략자》
  - 《파트너 시즌16》
- 2018년
  - 《목숨을 팝니다》
  - 《바이플레이어즈 시즌2》